# Заветине (издавачко предузеће)
Заветине су издавачко предузеће из Београда, које је основано средином 1983. године. Његови оснивачи су били књижевници Мирослав и Александар Лукић и њихов отац Михаило . Назив Заветине потиче од српског верског обичаја да се одређени дан сваке године слави и светкује на нивоу читавог села.
Прво дело које је предузеће издало је био роман Мирослава Лукића „Дневник за Сенковића“. Касније је издано још преко стотину наслова српских, руских и румунских писаца. Средином 2003. Заветине су покренуле и едицију књига у електронском облику, а касније и неколико књижевних часописа („Заветине“, „Уметност махагонија“, „Дрво живота“, „[ISSN 1451-3269, COBISS.SR-ID 104799756]“, „Посебна породична заветина“, „Идентитет“ и др). Осим тога, предузеће је крајем 20. века установило и две књижевне награде: „Дрво живота“ и „Амблем тајног писма света“.
Поводом 25 година постојања, предузеће је на свом интернет сајту омогућило посетиоцима бесплатно преузимање књига у дигиталној форми.